# José Augusto Ferreira Veiga
José Augusto Ferreira da Veiga, vescomte do Arneiro (Macau, (Portugal), 22 de novembre de 1838 — Sanremo, (Itàlia), 7 de juliol de 1903), fou un compositor portugués.
Va tenir com a professors a Antonio Soares, Joaquín Botelho i Vicente Schirri. Es donà conèixer per una òpera titulada A questäo do Oriente (1865), rebuda amb molt d'èxit, després passà a Itàlia i més tard viatjà arreu d'Europa i Amèrica acompanyat de la seva filla.
És autor de Ginn (ball fantàstic), les òperes Elixis do ocidade i Derellita i un Te Deum.
La seva filla Maria, tiple dramàtica, debutà en el teatre San Carlos de Lisboa el 1891 i després va cantar amb èxit en les principal capitals d'Europa i America, entre elles Madrid i Barcelona.